# Бажциемс
Ба́жциемс (латыш. Bažciems или Bāžciems) — район в западной части города Юрмалы, на левом берегу реки Лиелупе между районами Слока и Бранкциемс. С 1 апреля по 15 октября в Бажциемсе останавливается второй маршрут микроавтобусов.

## История
Бажциемс, или Бажниеки (нем. Bahseneck), являлся частью поселения Слока (владение герцога Курляндского); его границы очерчивала река Вецслоцене с мельницей. Во время польско-шведской войны в 1605—1608 гг. шведы построили здесь укрепления. В период экономического процветания Курземе герцог Якоб построил в Слоке стекольный завод и печи для выплавки меди, и планировал сделать из нее экспортный порт, конкурирующий с Ригой. Он приказал построить канал, который соединял бы порт Слока у Лиелупе с Балтийским морем через нынешнюю речку Вецслоцене и озеро Слока.
В 1783 году усадьба Слока вместе со Слокским краем была отделена от Курземского и Земгальского княжеств и вошла в состав Российской империи. В 1795 году в деревне было 159 жителей — 82 мужчины и 77 женщин.
В 1925 году посёлок был присоединён к городу Слока. Слока вместе с Бажциемсом была включена в город Юрмалу в 1959 году.